# László Heltay
László Istvan Heltay (5 de gener de 1930 - 17 de desembre de 2019) va ser un director d'orquestra i director de coral britànic d'origen hongarès. Heltay és més conegut per contribuir a l'establiment del Brighton Festival Chorus, el Chorus of the Academy of St Martin in the Fields i la Schola Cantorum d'Oxford. Va ser descrit com:
"... un dels millors i més inspiradors directors de cors del món... gràcies als seus esforços, tota la tradició coral britànica ha rebut una nova perspectiva i uns nous estàndards a assolir".

## Joventut i educació
Heltay va néixer a Budapest, Hongria, fill de László Heltay, un científic, i Gizella Heltay, de soltera Somogy. Després de deixar l'escola va estudiar a l'Acadèmia de Música Franz Liszt. A l'acadèmia, va estudiar amb Lajos Bárdos i es va fer amic i alumne del compositor Zoltán Kodály.

## Carrera

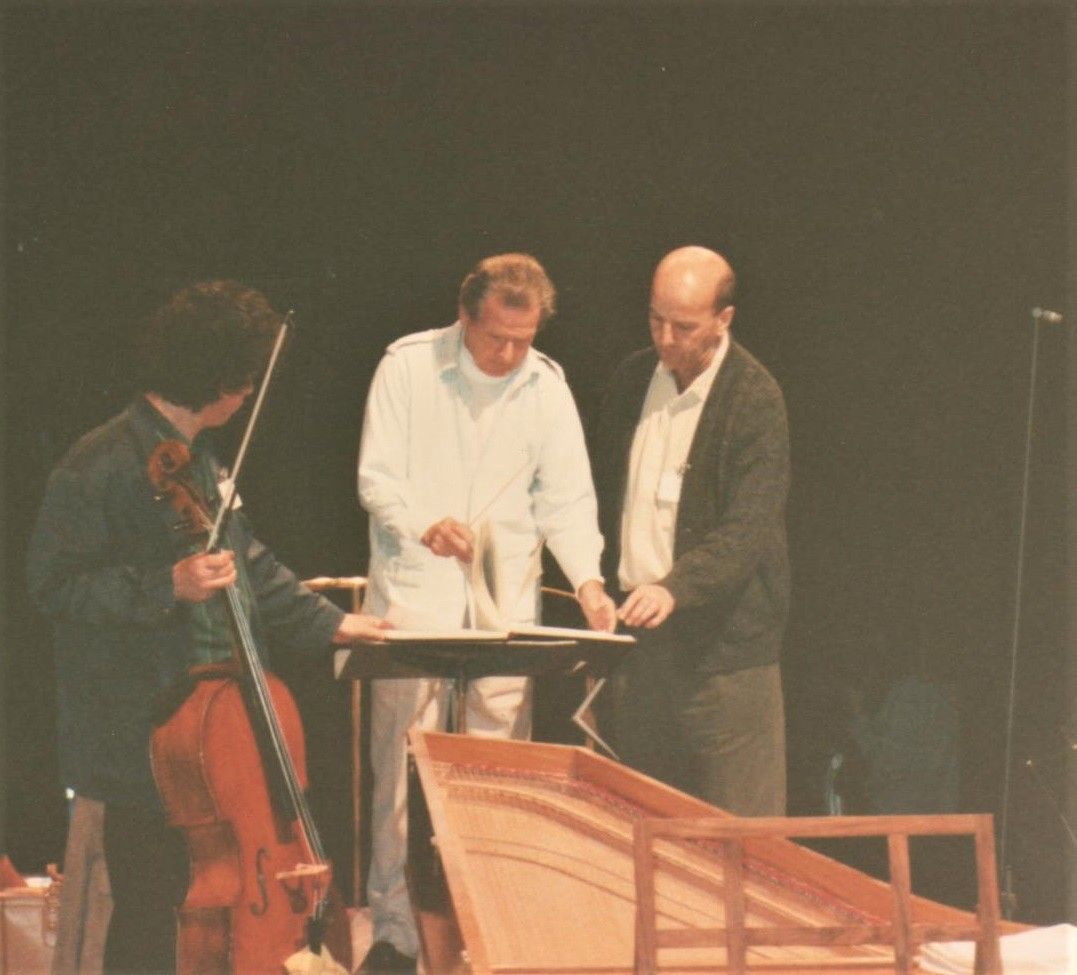
László Heltay i Neville Marriner assagen l'actuació del 250 aniversari de Messiah a The Point, Dublín l'abril de 1992

Després de graduar-se, Heltay va treballar com a director per a emissores de ràdio i cors de l'església local. Després de la fallida revolució hongaresa de 1956, va emigrar a la Gran Bretanya, arribant com a refugiat de 26 anys que gairebé no parlava anglès: tot el que posseïa era l'abric del seu avi, una carta de recomanació de Kodály i una caixa de batutes de director. Després d'assistir a una escola d'idiomes a Leeds es va instal·lar a Londres, on netejava oficines a Oxford Street.
De 1960 a 1964, Heltay va estudiar per al seu MLitt al Merton College d'Oxford. Havia fundat el Kodály Choir de la universitat l'any 1957 i va encarregar al compositor que creés una cantata a partir de l'oda d'Arthur O'Shaughnessy We are The Music Makers per al 700è aniversari de Merton el 1964.
Com a director musical de Merton, un càrrec creat per a ell, Heltay va establir el 1960 el cor Collegium Musicum Oxoniense, actualment Schola Cantorum d'Oxford. La puresa del so del cor i el seu enfocament instrumental a la partitura van desafiar els estils més educats que predominaven a la Gran Bretanya en aquell moment.
Entre 1964 i 1966, Heltay va viure i treballar a Nova Zelanda, on va dirigir l'⁣Orquestra Simfònica NZBC i va ser director de música a l'Òpera de Nova Zelanda. Va fer l'estrena als antípodes d'Albert Herring de Britten i va afirmar haver donat a Kiri Te Kanawa el seu primer compromís professional abans de tornar el 1967 a la Gran Bretanya per unir-se a Phoenix Opera com a director, amb qui va treballar durant diverses temporades.
El 1967, Heltay va fundar el Brighton Festival Chorus . El seu debut al festival va ser <i>Belshazzar's Feast</i> de Walton, dirigit pel compositor, i durant els següents vint-i-set anys Heltay els va preparar per als esdeveniments corals del festival i per a concerts i enregistraments sota una galàxia de directors com Yehudi Menuhin, Leonard Bernstein i André Previn, així com els seus companys hongaresos Antal Kertés i István. El 1988, una representació del War Requiem de Britten a Flandes va marcar el 70è aniversari del final de la Primera Guerra Mundial. Des de 1968 fins a mitjans de la dècada de 1980 va ser director de música al Gardner Arts Center (ara Attenborough Center for the Creative Arts), on va formar el cor i l'orquestra de la Universitat de Sussex.
L'any 1974, Neville Marriner va animar Heltay a formar el cor de l'Academy of St Martin in the Fields, compost per veus clares i precises, dissenyat per complementar el so instrumental de l'orquestra, que ja era mundialment famosa. El cor va debutar el 1975 a Düsseldorf i aviat es va consolidar com una part essencial de la programació de l'orquestra. Els estils corals de Heltay i els instrumentals de Marriner es complementaven perfectament, i la seva col·laboració de 25 anys va portar Heltay i el cor a nombrosos concerts, gires i 28 enregistraments del gran repertori coral amb solistes com Dietrich Fischer-Dieskau, Janet Baker, Kiri Te Kanawa i Anthony Rolfe Johnson. Entre les actuacions amb Heltay com a mestre de cors destaquen la commemoració del 250è aniversari del Messiah de Händel a Dublín el 1992 i els concerts de clausura del traspàs de sobirania de Hong Kong el 1997. A més, els seus enregistraments inclouen la banda sonora de la pel·lícula Amadeus (1984) i l'Himne de la Lliga de Campions de la UEFA.
Entre 1985 i 1995, Heltay va ser el director musical de la Royal Choral Society.
A més de la seva feina amb l'Academy of St Martin in the Fields, Heltay també va treballar com a director d'orquestra amb la Philharmonia Orchestra, la Royal Philharmonic Orchestra, la London Philharmonic Orchestra, la Filharmònica de Dresden, la Dallas Symphony Orchestra i la Filharmònica de Budapest. També va dirigir nombroses orquestres i cors de ràdio, inclosos els de Brussel·les, Hamburg, Stuttgart, Madrid, Budapest i Estocolm.
Als anys noranta, Heltay es va traslladar a Barcelona, on va exercir com a director del Cor de Radiotelevisió Espanyola a partir de 1997 i va mantenir una agenda activa dirigint i impartint classes magistrals per a joves directors corals a Europa i als Estats Units.
Heltay va rebre la Medalla Internacional Kodály l'any 1982, va ser nomenat Doctor honoris causa en Música per la Universitat de Sussex el 1995 i elegit membre honorari del Merton College el 1997.
Va tornar a Hongria els darrers anys de la seva vida, on el 2018 va escriure les seves memòries: Kutyák és karmesterek: egy világjáró karmester megbízhatatlan emlékei ('Gossos i directors d'orquestra: els records poc fiables d'un director d'orquestra viatger').